# Tympanuchus phasianellus
El gallo de las praderas rabudo (Tympanuchus phasianellus), también conocido como gallo de las praderas chico o urogallo de las praderas , es una especie de ave galliforme de la familia Phasianidae propia de América del Norte.

## Distribución y hábitat
Su rango de distribución se extiende desde el centro de Alaska y el Yukón hasta el oeste de Quebec en el norte, llegando hasta las grandes Llanuras en el sur. En los Estados Unidos continentales ha perdido gran parte de su área de distribución original, especialmente en el suroeste de su hábitat histórico. En Idaho y Utah las cifras han ido en aumento desde la década de 1980.
Su hábitat natural son las áreas abiertas. Se produce en las praderas, estepas arbustivas, sabanas y bosques con árboles muy dispersos.

## Subespecies
Se reconocen siete subespecies de esta ave:
- T. p. campestris (Ridgway, 1884)
- T. p. caurus (Friedmann, 1943)
- T. p. columbianus (Ord, 1815)
- T. p. hueyi Dickerman & Hubbard, 1994
- T. p. jamesi (Lincoln, 1917)
- T. p. kennicotti (Suckley, 1862)
- T. p. phasianellus (Linnaeus, 1758)